# Jackie (film)
Jackie er en biografisk dramafilm fra 2016, instrueret af Pablo Larraín og skrevet af Noah Oppenheim. Natalie Portman spiller titelrollen som tidligere førstedame Jacqueline Kennedy Onassis, mens Greta Gerwig, Peter Sarsgaard, Max Casella, Beth Grant og John Hurt medvirker i biroller. Filmen havde verdenspremiere 7. september 2016 under filmfestivalen i Venedig. Den fik en god modtagelse.
Jackie blev nomineret til seks priser under den 22. Critics' Choice Movie Award-uddeling i december 2016. Filmen vandt tre for bedste kvindelige hovedrolle (Portman), bedste kostumedesign (Madeline Fontaine) og bedste hår og sminke. Portman blev også nomineret til en Screen Actors Guild Award og en Golden Globe.

## Handling
Filmen handler om USA's førstedame Jacqueline Kennedy Onassis (Natalie Portman), og hvordan hun oplever attentatet på manden John F. Kennedy (Caspar Phillipson), samt ugen som følger op mod begravelsen.

## Medvirkende
- Natalie Portman som Jacqueline "Jackie" Kennedy Onassis
- Caspar Phillipson som John F. Kennedy
- Greta Gerwig som Nancy Tuckerman
- Peter Sarsgaard som Robert F. Kennedy
- Max Casella som Jack Valenti
- Beth Grant som Lady Bird Johnson
- John Carroll Lynch som Lyndon B. Johnson
- John Hurt som præsten
- Billy Crudup som Theodore H. White
- Richard E. Grant som William Walton
- Julie Judd som Ethel Kennedy
- Brody og Aiden Weinberg som John F. Kennedy, Jr.
- Sunnie Pelant som Caroline Kennedy